# Ambulance de l'Océan
L'ambulance de l'Océan est un hôpital de campagne belge de la Première Guerre mondiale ouvert le 18 décembre 1914 par le Dr Depage dans la cité balnéaire de La Panne à 12 km du front. Il fut installé dans le Grand Hôtel de l'Océan réquisitionné pour l'occasion. Cet hôtel de quatre étages disposait de 100 chambres et avait l’avantage d’être construit face à la mer, devant de vastes dunes offrant l'espace nécessaire à la construction de nombreux baraquements.
Le docteur Depage avait fait placer sur les toits de l'hôtel et de ses baraquements annexes de très grands drapeaux de la Croix-Rouge  afin que nul, et en particulier aucun pilote de bombardier, ne puisse ignorer que ces bâtiments étaient sous la protection de la convention de Genève portant entre autres « immunité de capture et de destruction de tous les établissements de soin des soldats blessés ou malades ».
Dans la seconde moitié de 1917, le secteur de La Panne devint de plus en plus dangereux et, en dépit des drapeaux de Croix-Rouge susmentionnés, plusieurs bombes touchèrent l'hôpital faisant quelques victimes. Il fut pris alors la décision de déplacer l'hôpital vers Vinkem de juin 1917 à septembre 1918.
Il fut réinstallé à La Panne avant la grande offensive de septembre.
Il ferme le 15 octobre 1919 en raison de l'épidémie de grippe espagnole.
19 375 blessés seraient passés par l'ambulance.

## Le personnel

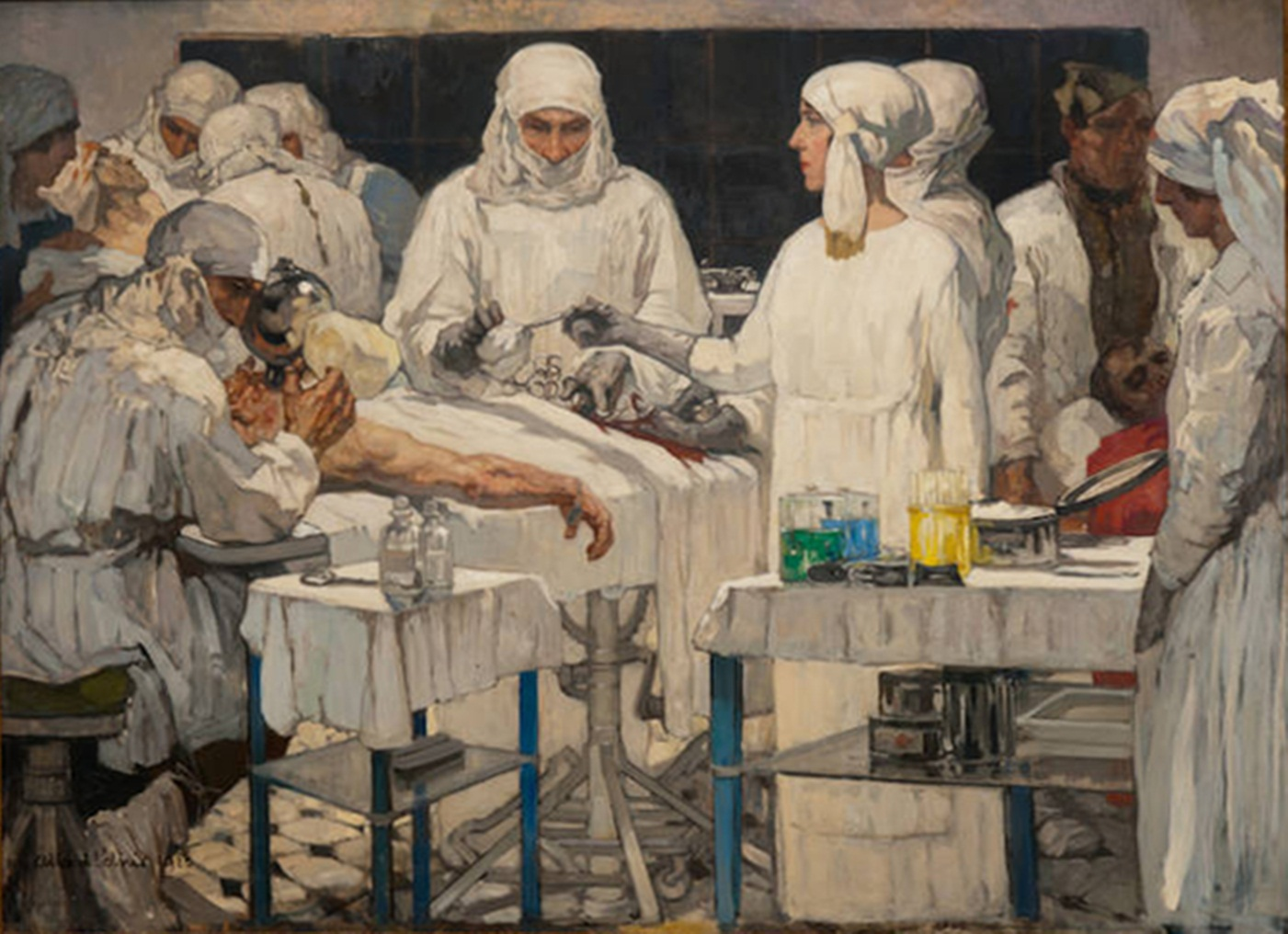
Antoine Depage et la reine Élisabeth en salle d'opérations à l'hôpital de l'Océan.

Malgré le mécontentement de l'inspecteur général du service de santé, le général-médecin Mélis, c'est un civil, le Dr Depage, soutenu par le roi Albert, qui y est nommé colonel-médecin responsable de l'ambulance. Contrairement aux règlements militaires en vigueur, il choisit ses assistants parmi les médecins militaires en fonction de leurs compétences et non pas de leur ancienneté et exige l'inamovibilité de son personnel.
Les premières infirmières étaient des femmes formées dans les écoles de soins d'Angleterre, du Canada, des États-Unis et du Danemark et seulement deux étaient belges. Par la suite, des infirmières belges formées en Angleterre étofferont l'équipe.
Des prêtres et des instituteurs mobilisés assuraient le brancardage.
La reine Élisabeth de Belgique prit l'habitude d'y passer quelques heures plusieurs fois par semaine pour aider aux soins. Elle y portait une blouse d'infirmière et assistait le Dr Depage lors des opérations chirurgicales.
Le personnel logeait dans une vingtaine de villas des environs.
L’hôpital fonctionna à son apogée avec plus de 160 infirmières et 280 brancardiers.

## Organisation
L'hôpital dépendait de la Croix-Rouge de Belgique et les fonds qui permettaient son fonctionnement provenaient surtout de dons anglais. Néanmoins l'armée belge fournissait le personnel et les véhicules.
L'hôpital fut initialement équipé de matériel acheté à Londres par le Dr Depage.
Sa capacité à l'ouverture était de 200 lits, mais elle fut progressivement augmentée au cours du conflit pour passer à 500 puis 2 000 lits à son apogée.
Il était équipé de 2 puis plus tard 6 salles d'opérations. Au fur et à mesure du conflit, des pavillons lui furent adjoints. Le pavillon British de 100 lits nommé en fonction de l'origine des donateurs, le pavillon Everyman de 240 lits dont la fondation Everyman d'Édimbourg offrit 4 000 dollars pour sa construction, le pavillon Albert-Élisabeth de 300 lits (qui brûlera le 6 juin 1915), le pavillon Léopold de 100 lits, le pavillon de réception, le pavillon américain de 60 lits, la salle Émile Verhaeren destinée aux loisirs des blessés, l’institut Marie Depage où se trouvaient les laboratoires de recherche scientifique et une chapelle.
Le rez-de-chaussée de l'hôtel fut aménagé en bureaux et accueillit les salles d'opérations. Le 1er étage était dévolu aux officiers, le second aux blessés de la tête, les 3e et 4e aux cas thoraciques et abdominaux.
Un service dentaire, un service de conception et d'entretien des prothèses et un laboratoire biomédical complétaient l'infrastructure médicale.

## Innovations

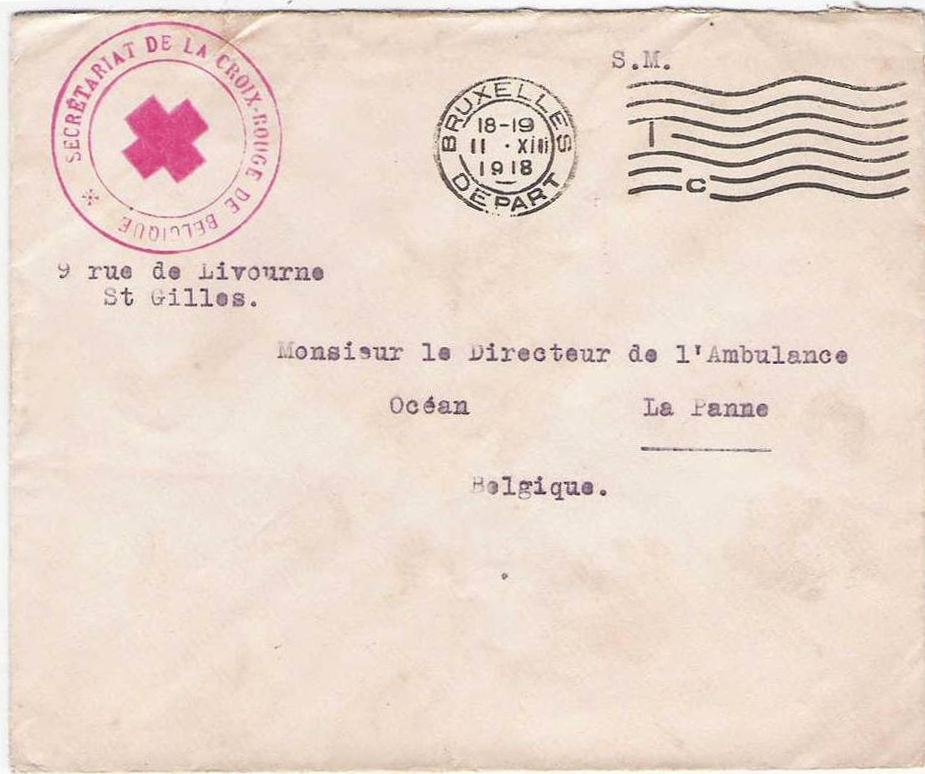
Enveloppe envoyée (du bureau C-R de Bruxelles) au directeur de l'hôpital de l'Océan durant la guerre 14-18, avec cachet de la Croix-Rouge de Belgique.

L'hôpital se trouvait très proche du front dans le but d'administrer le plus rapidement possible les soins chirurgicaux et diminuer ainsi le nombre de décès. Il devint un exemple de gestion et fut visité par nombre de médecins étrangers.
Les premières transfusions sanguines de sang citraté y furent pratiquées. 
Un service de radiologie y est mis en place dès 1914 et Marie Curie y passe 5 jours en août 1915.
La stérilisation des plaies selon la méthode de Carrel-Dakin y fut largement utilisée.

## De nos jours
Le bâtiment principal n'existe plus, il a été remplacé par la Résidence Reine Élisabeth située au no 70 de la Zeedijk.
Une plaque commémorative y est apposée. La partie arrière du bâtiment subsiste encore. Elle a été transformée en un ensemble d'appartements début des années 60 : c'est la résidence « Roi chevalier », 11, docteur A. Depagelaan. 
Une annexe de l'hôpital, réservée aux malades contagieux, transformée depuis lors en résidences, subsiste dans la Koninginnelaan 34.  Vu sa situation quelque peu éloignée par rapport aux autres bâtiments de l'hôpital de la Croix-Rouge l'Océan, cette villa fut convertie en centre de traitement des maladies infectieuses durant la Première Guerre mondiale.